# آلفرد سابین
آلفرد سابین (انگلیسی: Alfred Sabin; ۷ آوریل ۱۹۰۵ – ۱۹۸۲ (۷۶−۷۷ سال)) بازیکن فوتبال اهل بریتانیا بود.
از باشگاه‌هایی که در آن بازی کرده‌است می‌توان به باشگاه فوتبال بیرمنگام سیتی و باشگاه فوتبال لیمینگتون اشاره کرد.